# Bruinborstbuulbuul
De bruinborstbuulbuul (Pycnonotus xanthorrhous) is een zangvogel uit de familie van de buulbuuls.

## Verspreiding en leefgebied
Deze soort komt voor in het oosten en zuidoosten van Azië en telt twee ondersoorten:
- P. x. xanthorrhous: van zuidwestelijk China en noordelijk Myanmar tot noordelijk Indochina.
- P. x. andersoni: centraal en zuidelijk China.

## Status
De grootte van de populatie is niet gekwantificeerd maar de soort wordt omschreven als plaatselijk algemeen. Op de Rode lijst van de IUCN heeft deze soort de status niet bedreigd.